# Sigrid Bølling
Sigrid Bølling, född 1852, död 1917, var en norsk målare.
Bølling studerade i Köpenhamn för bland andra Peder Severin Krøyer och i Paris. Hon mottog utmärkelser för sina verk på Parissalongen. Hennes konstnärskap sträcker sig från dystra stilleben och porträtt till djurporträtt, landskapsmotiv och folklivsskildringar.